# Ferdinand von Arx
Ferdinand von Arx (* 29. September 1868 in Olten; † 30. März 1944 in Solothurn) war ein Schweizer Bauunternehmer und Politiker (FDP).

## Leben

### Familie
Ferdinand von Arx entstammte dem Geschlecht von Arx und war der Sohn seines gleichnamigen Vaters Ferdinand von Arx, Zimmermeister und Bauunternehmer.
Er heiratete 1893 Adèle Frieda (* 1873; † 7. Februar 1966), die Tochter von Samuel Beriger, Werkführer in der Werkstätte Olten der Schweizerischen Bundesbahnen (SBB); gemeinsam hatten sie drei Söhne. Seine Ehefrau übte für drei Jahre das Amt der Präsidentin der Frauenliga, Sektion Solothurn, aus.

### Werdegang
Nach dem Schulbesuch absolvierte Ferdinand von Arx eine Lehre zum Zimmermann und besuchte anschliessend das 1874 gegründete Technikum Winterthur (von 1998 bis 2007 Zürcher Hochschule Winterthur), das er 1887 mit einem Diplom als Bautechniker beendete.
Nachdem er im väterlichen Baugeschäft mitgearbeitet hatte, führte er es von 1898 bis 1914, gemeinsam mit seinem Bruder Hans von Arx.

### Politisches Wirken
Ferdinand von Arx wurde 1900 als freisinniger Kantonsrat gewählt; er blieb bis 1914 in diesem Amt. Im Kantonsrat wurde er in die Staatswirtschaftskommission abgeordnet und 1912 erfolgte seine Wahl zum Vizepräsidenten.
Von 1909 bis 1914 war er Statthalter der Einwohnergemeinde Olten.
Er gehörte ab dem 1. August 1914 bis zu seinem Rücktritt am 1. August 1936 dem Solothurner Regierungsrat an und leitete gleichzeitig die vier Departements Bau, Forst, Landwirtschaft, Eisenbahn und von 1914 bis 1921 Fürsorge; in seine Amtszeit fielen von 1931 bis 1935 der Bau der Passwangstrasse und ab 1933 die Dünnernkorrektion. 1917 und 1935 wurde er vom Regierungsrat zum Landammann gewählt sowie 1921, 1926 und 1933 erfolgte seine Wahl zum Vize-Landammann. Er setzte sich 1921, erfolglos, für eine Verstaatlichung der Stromversorgung im Kanton Solothurn ein.
1928 hatte er den Vorsitz einer Konferenz, an der 18 kantonale Baudirektoren und 17 Kantonsingenieure teilnahmen, und auf der einheitliche Verkehrsvorschriften beraten wurden.
Er sass, als Vertreter Solothurns, von 1914 bis 1923 im Verwaltungsrat der SBB sowie weiterer Bahnen, so hatte er unter anderem 1936 den Vorsitz des Verwaltungsrats der Solothurn-Niederbipp-Bahn und bis zu seinem Tod gehörte er den Verwaltungsräten der Solothurner Handelsbank und der Aare-Tessin AG (heute Atel-Holding) in Olten an.

## Mitgliedschaften
Von 1921 bis 1939 war Ferdinand von Arx erster Präsident des Schweizerischen Waldwirtschaftsverbandes und von 1935 bis zu seinem Tod Präsident des Schweizerischen Verbandes der gewerblichen Bürgschaftsgenossenschaften.
1910 wurde er Mitglied der Eidgenössischen Schätzungskommission.
Er wurde 1926 in den Kreiseisenbahnrat II und 1931 zum Präsidenten der Forstdirektorenkonferenz gewählt.
Ferdinand von Arx war ab 1919 Mitglied der Naturforschenden Gesellschaft des Kantons Solothurn.